# Gubug (Gubug)
Gubug is een bestuurslaag in het regentschap Grobogan van de provincie Midden-Java, Indonesië. Gubug telt 8735 inwoners (volkstelling 2010).